# شوادر (فلم)
شوادر هو فيلم جرمية مصري من إخراج إبراهيم عفيفي وبطولة مديحة كامل، كمال الشناوي، أحمد بدير، سلوى خطاب، إحسان القلعاوي وعائشة الكيلاني.

## نبذة
(شوادر) راقصة غجرية يرغب فيها العديد من الرجال، لكنها توقع عبد الجواد الرجل الثري العجوز في حبائلها، على الرغم من كونه متزوجًا ولديه أبناء، مما يؤدي إلى وفاة زوجته حزنًا لما حدث، ويؤدي كذلك إلى غضب (أفكار) ابنة عبد الجواد وزوجها (دياب)، الأمر الذي يدفعهما إلى التدبير من أجل التخلص من شوادر، خاصة بعد حملها وتوصية عبد الجواد بثروته لها.

## طاقم العمل
- مديحة كامل بدور شوادر
- كمال الشناوي بدور عبد الجواد
- أحمد بدير بدور دياب العشماوي
- سلوى خطاب بدور أفكار
- إحسان القلعاوي بدور نعمات
- عائشة الكيلاني بدور اعتدال

## وصلات خارجية
- شوادر على موقع الدهليز
- شوادر على موقع قاعدة بيانات الأفلام العربية
- شوادر على موقع الدهليز